# ناندين كث الزغب
ناندين كث الزغب (الاسم العلمي:Nandina tomentosa) هو نوع غير مؤكد من النباتات يتبع جنس الناندين من الفصيلة البرباريسية.